# Hernicusok

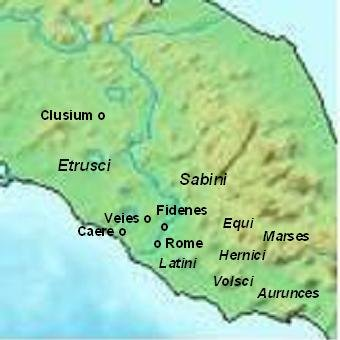
Ókori törzsek Itália középső részén

A hernicusok szabin eredetű kis ókori néptörzs. A Trerus folyótól északra éltek, Kr. e. 486-tól tartoztak Latiumhoz. Kr. e. 306-ban a rómaiak legyőzték őket, de törvényeik megmaradtak. Fővárosuk Anagnia volt, más városaik: Ferentinum és Alatrium. Livius említi őket.